# Национални центар за водене спортове у Пекингу
Национални центар за водене спортове (кин: 北京國家游泳中心) је један од објеката у коме су одржане Олимпијске игре у Пекингу. Изградња је почела 24. децембра 2003. године. Ова грађевина је позната и под именом Водена коцка или скраћено [2]3. Налази се у непосредној близини Националног стадиона у Пекингу.
Објекат је урађен на основу пројекта Jaques Herzog & Pierre de Meuron (H&dM).
Капацитет објекта за Олимпијске игре биће 17.000 седећих места, а након Игара ће бити сведен на 6.000.